# Jesse Owens
James Cleveland Owens, conhecido por Jesse Owens (Oakville, 12 de setembro de 1913 — Tucson, 31 de março de 1980), foi um atleta e líder civil norte-americano. Ele participou nos Jogos Olímpicos de Verão de 1936 em Berlim, Alemanha Nazista, em que ganhou quatro medalhas de ouro nos 100 e 200 metros rasos, no salto em distância e no revezamento 4x100m. Foi o primeiro atleta a vencer quatro ouros em uma Olimpíada. Em 2012, foi imortalizado no IAAF Hall of Fame, criado no mesmo ano como parte das celebrações pelo centenário da Associação Internacional de Federações de Atletismo (IAAF).

## Infância e juventude
Neto de escravos, Owens foi o mais novo de dez filhos, três meninas e sete meninos, nascidos de Henry Cleveland Owens e Emma Mary Fitzgerald em Oakville, Alabama em 12 de setembro de 1913. JC, como era chamado, tinha nove anos quando a família se mudou para Cleveland, Ohio, em busca de melhores oportunidades, como parte da grande migração, quando 1,5 milhão de afro-americanos deixaram o segregado sul. Quando seu novo professor perguntou o seu nome (para entrar em seu livro de anotações), ele disse que JC, mas por causa de seu forte sotaque do sul, ele pensou que ele disse "Jesse". O nome pegou, e ele ficou conhecido como Jesse Owens o resto de sua vida. Segundo o atleta, ele estava tímido demais para corrigir, já que era a primeira vez que entrava em uma escola mista.
Enquanto estudava, Owens também trabalhava como engraxate. Owens foi descoberto no ensino médio, na Fairmount High School, pelo seu primeiro técnico, o professor Charles Riley. Em 1930, começou a se dedicar exclusivamente ao atletismo. Disputou as seletivas para a Olimpíada de Los Angeles para os 100m, 200m e salto em distância, mas não se qualificou em nenhuma. Foi em 1933 que sua carreira decolou. Owens venceu 75 das 79 provas que disputou e bateu o recorde mundial das 100 jardas, com o tempo de 9s40. Com os bons resultados, recebeu propostas de bolsas de estudo e acabou optando pela Ohio State University.
Começou a se tornar conhecido em 1935 num torneio universitário, quando, em 45 minutos, quebrou os recordes mundiais das 100 jardas, com 9s4, salto em distância, com 8,13 m (marca que só foi superada em 1960), 220 jardas com obstáculos, com 22s6, e revezamento de 4x100m. Mesmo como atleta de alto nível e recebendo bolsa, Owens teve de trabalhar como ascensorista - e estudava dentro do elevador. Não podia morar no dormitório da universidade pois ele não aceitava negros. Dividia com outros estudantes um apartamento, e precisava cozinhar a própria comida pois os restaurantes não serviam negros.

## Jogos Olímpicos de Berlim
A notória propaganda pan-germanista não ficou de fora dos Jogos Olímpicos de Berlim, tanto que o incentivo aos atletas germânicos (não judeus) foi tão grande que estes conseguiram colocar a Alemanha no topo do ranking com 33 medalhas de ouro seguidos do segundo colocado, os EUA com 24 medalhas de ouro.
Uma imensa movimentação foi feita, em que os anfitriões cantavam o hino alemão "Deutschland, Deutschland über Alles" ("Alemanha acima de todos", em português), saudavam com um "Sieg Heil".

### Owens e Hitler
Hitler após cumprimentar o arremessador Hans Wölke, mais 3 fundistas finlandeses e duas atletas alemãs, o presidente do Comitê Olímpico Internacional disse a Hitler que na qualidade de convidado de honra, deveria cumprimentar todos os atletas vencedores ou não felicitar mais nenhum, pois a correria e a confusão que isto acarretava, com centenas de fotógrafos, cinegrafistas, repórteres, seguranças e público que procuravam aproximar-se do líder, estavam atrasando o andamento normal dos jogos. Como não podia estar presente a todos os momentos em que os campeões eram agraciados, Hitler optou então por não descer mais da tribuna de Honra; quando Owens ganhou as medalhas, Hitler já tinha tomado a sua decisão. E ao contrário de ter-se mostrado indignado, abanou efusivamente para o atleta. Nas palavras do próprio Owens: "Quando eu passei, o chanceler se ergueu, e acenou com a mão para mim, eu respondi ao aceno". Esta é versão definitiva, expressa inúmeras vezes pelo próprio atleta ao longo de sua vida, de que houve um aceno recíproco bem como posaram, atrás da tribuna de honra, para uma foto, Owens e Hitler. Foi na Olimpíada, também, que o velocista pela primeira vez pode dividir quarto com atletas brancos e viu um estádio cheio de brancos aplaudi-lo.
Daí em diante entrava em cena Jesse Owens, que venceu o revezamento de 4x100m (39s8), os 100m (10s3) e 200m rasos (20s7) e o salto em distância (8,06m) - nestes dois últimos bateu o recorde mundial. Quando Owens venceu a prova dos 200m ele mirou seus olhos para o COI e não para a tribuna de Hitler, pois Hitler estava ausente no dia. Jesse Owens foi aclamado por milhares de torcedores de diversas nações naquele dia, juntamente com o alemão Lutz Long, que terminou a prova em segundo lugar. Os EUA conseguiram vencer dez provas de atletismo. Destas, seis medalhas de ouro foram conseguidas com a participação de quatro negros. Esta foi a única participação de Owens em Olimpíadas.
Após a competição, para se manter, passou a se apresentar em troca de dinheiro, o que era considerado profissionalismo, contrário ao ideal amador do esporte. Acabou expulso da Associação Amadora de Atletismo. Ao deixar as corridas, o velocista foi monitor de crianças em jardins de infância, frentista e dono de lavanderia, até passar a se dedicar às relações públicas, em trabalhos voluntários e para programas do governo. Foi embaixador do Departamento de Estado nos anos 1950, na política de "boa vizinhança", viajando para países como Índia, Malásia e Filipina para ensinar atletismo.
A maior conquista de Owens foi não se contrapor ao regime nazista, mas sim abalar a noção racista da nação americana no século XX, como ele mesmo deixou bem claro em sua biografia. Ele declarou que o que mais o magoou não foram as atitudes de Hitler, mas o fato do presidente norte-americano Franklin Delano Roosevelt não ter lhe mandado sequer um telegrama felicitando-o por suas conquistas na olimpíada. Owens teria dito mais tarde: "Não foi Hitler que me ignorou, quem o fez foi Franklin Delano Roosevelt. O presidente nem sequer me mandou um telegrama." Quando chegou nos Estados Unidos desfilou pelas ruas de Nova York e recebeu chuva de papel picado. No entanto, ao chegar em um dos mais luxuosos hotéis da cidade, o Waldorf Astoria, onde seria homenageado em uma recepção, foi instruído a usar o elevador de serviço. Foi somente no fim da vida, porém, que admitiu ter sido vítima de discriminação nos EUA. Em 1968, chegou a condenar o protesto de Tommie Smith e John Carlos na Olimpíada do México, retratando-se depois.

## Morte
Owens morreu de cancro no pulmão em 31 de março de 1980 em Tucson.